# Aleksey Korolev
Alexey Korolev (né le 20 juin 1987 à Almaty) est un sauteur à ski kazakh.

## Palmarès

### Jeux olympiques
| Épreuve / Édition | Turin 2006 | Vancouver 2010 |
| Petit tremplin    |            | 44e            |
| Grand tremplin    |            | 39e            |
| Par équipes       | 12e        |                |

### Championnats du monde
| Épreuve / Édition          | Liberec 2009                     | Oslo 2011                        |
| Petit tremplin             | 46e                              |                                  |
| Par équipes                | 12e                              | Épreuve inexistante à cette date |
| Par équipes petit tremplin | Épreuve inexistante à cette date | 12e                              |
| Par équipes grand tremplin | Épreuve inexistante à cette date | 10e                              |

### Coupe du monde
- Meilleur classement général : 82e en 2010.
- Meilleur résultat : 29e.